# Джейми Юис
Якобьос Йоханес Ойс (на нидерландски и на африкаанс: Jacobus Johannes Uys), в България известен с английския вариант на имената си като Джейми Юис (Jamie Uys), е южноафрикански режисьор, сценарист и продуцент.
Продуцирал е 24 филма, между които са:
- „Животните“ (Animals Are Beautiful People), 1974 г. и
- „Боговете сигурно са полудели“ (The Gods Must Be Crazy), 1980 г. – сред най-оригиналните и провокиращи комедии, с която придобива световна известност. Този негов филм е единственият, излъчван в България.

## Смърт
Юис умира от инфаркт в Йоханесбург на 29 януари 1996 г.